# Jaroslav Hellebrand
Jaroslav Hellebrand (30 de diciembre de 1945) es un deportista checoslovaco que compitió en remo.
Participó en tres Juegos Olímpicos de Verano entre los años 1968 y 1976, obteniendo una medalla de bronce en Montreal 1976 en la prueba de cuatro scull. Ganó tres medallas en el Campeonato Mundial de Remo entre los años 1970 y 1975, y dos medallas en el Campeonato Europeo de Remo, en los años 1965 y 1967.

## Palmarés internacional
| Juegos Olímpicos   | Juegos Olímpicos         | Juegos Olímpicos  | Juegos Olímpicos |
| Año                | Lugar                    | Medalla           | Prueba           |
| ------------------ | ------------------------ | ----------------- | ---------------- |
| 1976               | Montreal (Canadá)        | Medalla de bronce | Cuatro scull     |
| Campeonato Mundial |                          |                   |                  |
| Año                | Lugar                    | Medalla           | Prueba           |
| 1970               | St. Catharines (Canadá)  | Medalla de bronce | Scull individual |
| 1974               | Lucerna (Suiza)          | Medalla de bronce | Cuatro scull     |
| 1975               | Nottingham (Reino Unido) | Medalla de plata  | Cuatro scull     |
| Campeonato Europeo |                          |                   |                  |
| Año                | Lugar                    | Medalla           | Prueba           |
| 1965               | Duisburgo (RFA)          | Medalla de bronce | Doble scull      |
| 1967               | Vichy (Francia)          | Medalla de bronce | Doble scull      |